# Filozófiai tanácsadás
A filozófiai tanácsadás, amit gyakran filozófiai praxisnak is neveznek, a gyakorlati filozófia egyik mai irányzata.
Az 1980-as évektől kezdődően az általában doktori címmel, de legalábbis filozófiai MA diplomával rendelkező filozófiai tanácsadók a hagyományos pszichoterápia, a coaching, vagy a szervezetfejlesztési tanácsadás helyett, máskor pedig vele párhuzamosan filozófiai tanácsadást, konzultációs szolgáltatást nyújtanak magánszemélyeknek és szervezeteknek.

## Története
A mozgalom gyökerei a szókratészi hagyományhoz nyúlnak vissza.
Az első filozófiai tanácsadó szövetség az 1982-ben  Gerd B. Achenbach által alapított a német Gesellschaft für Philosophische Praxis volt, (mára nemzetközivé vált: Internationale Gesellschaft für Philosophische Praxis néven).
Az Amerikai Egyesült Államokban az első hasonló szövetség a National Philosophical Counseling Association (NPCA) volt, melyet 1992-ben -  American Society for Philosophy, Counseling, and Psychotherapy néven- három amerikai filozófus,  Elliot D. Cohen, Paul Sharkey és Thomas Magnell alapítottak. A legismertebb ugyanakkor az American Philosophical Practitioners Association (APPA), melyet  Lou Marinoff alapított New Yorkban 1998-ban. Az APPA már nem pusztán filozófusok társasága. A filozófiai tanácsadást elindította a szakmává szerveződés útján. A kompetenciákat igazoló certifikáció programot kínálnak a filozófiai tanácsadói praxist folytatni kívánó, legalább szakirányú Master fokozattal rendelkező filozófusok számára. (A certifikáció megszerezhető az oktatási program elvégzésével, vagy certifikációval már rendelkező pályatársak ajánlásával, illetve jeles filozófusok meghívással is megkaphatják.) Az APPA szakmai folyóiratot alapított, és weblapjukon közzéteszik a certifikációval rendelkező filozófusok listáját is. 2004-ben komoly vita bontakozott ki Marinoff körül, amikor a City University of New Yorkon vezetett filozófiai praxisát bezáratta a hivatal arra hivatkozva, hogy mentálhigiénés tanácsadást nyújt ennek megfelelő szakmai végzettség és jogosultság nélkül. Marinoff perrel védte meg álláspontját, amit a szólásszabadság korlátozása alapján indított.
Mára világszerte számos szervezet alakult a filozófiai tanácsadás támogatására, szakmai és etikai kereteinek meghatározására. Társaságok alakultak Franciaországban, Belgiumban, Ausztriában, Svájcban, Nagy Britanniában, Olaszországban, Spanyolországban, Görögországban, Hollandiában, Norvégiában, Dániában, Finnországban, Luxemburgban, Izraelben, Kanadában, Dél-Afrikában, Ausztráliában, Brazíliában, Portugáliában, Koerában, Törökországban, Japánban.

## Célok és módszerek
Az NCPA Szakmai Standardjai szerint 
"aki filozófiai praxist folytat, abban segíti ügyfelét, hogy tisztázza, világosan kifejtse, feltárja és megértse saját meggyőződésrendszerének vagy világnézetének a filozófiai aspektusait. Az ügyfél segítségért fordulhat a filozófiai tanácsadóhoz többek közt azért, hogy feltárja az életközepi válsággal, karrierváltással, stresszel, érzelmekkel, asszertivitással, betegségekkel, halállal és a haldoklással, az öregedéssel, az élet értelmével és a halandósággal  kapcsolatos filozófiai problémákat."
A filozófiai praxis szokásos tevékenységei magukba foglalják
(1) az ügyfél érveinek és indokainak vizsgálatát, (2) a hozzá kapcsolódó fontos terminusok és fogalmak tisztázását, elemzését és definícióját, (3) a háttérfeltevések és logikai következmények feltárását és vizsgálatát, (4) a konfliktusok és inkonzisztenciák feltárását, (5) hagyományos filozófiai elméletek kutatását, jelentőségük megmutatását az ügyfél témája szempontjából, valamint (6) egyéb tevékenységeket, melyek történetileg a filozófiához kapcsolódnak.
A filozófiai tanácsadók módszerei és irányultságai nagymértékben eltérhetnek egymástól. Egyesek, mint pl. a németországi Gerd Achenbach és az izraeli Shlomit Schuster, dialogikus-dialektikus kapcsolatban egyfajta "módszeren túli" módszert alkalmaznak: meggyőződésük, hogy a filozófiai tanácsadás célja az ügyfél filozófiai készségeinek mozgósítása, s ennek következménye a terápiás hatás. Mások ellenben irányelveket igyekeznek megfogalmazni, és a filozófiai tanácsadást a mentális egészség fenntartását (vagy visszaszerzését) célzó beavatkozásnak tekintik. ek a filozófiai praxist teljesen elkülönült területnek tekintik, míg mások úgy gondolják, hogy szükségszerűen egybefonódik a pszichoterápiával és más mentálhigiénés szakterületekkel. Egyes filozófiai tanácsadók az anti-pszichiátriai mozgalomból merítenek, s amellett érvelnek, hogy a széleskörűen alkalmazott mentáldiagnosztikai kritériumok pontatlanok, gyakran megbélyegzőek és méltánytalanul patologizálják az embereket.

## Szervezetek
- a német (nemzetközi) Internationale Gesellschaft für Philosophische Praxis
- a francia (nemzetközi)Institut de pratiques philosophiques
- a holland VFP Vereniging voor filosofische praktijk
- a norvég NPP Norsk selskap vor filosofisk praksis
- szintén norvég Filosofisk Projektsenter
- a kanadai Apeiron Society for the Practice of Philosophy Archiválva 2012. november 13-i dátummal a Wayback Machine-ben
- a szintén kanadai Canadian Society for Philosophical Practice
- az izraeli The Israeli Society for Philosophical Practice and Counseling Archiválva 2014. szeptember 3-i dátummal a Wayback Machine-ben
- a brit The Society for Philosophy in Practice Archiválva 2012. november 25-i dátummal a Wayback Machine-ben
- az olasz Phronesis Associazione Italiana per la Consulenza Filosofica

USA szervezetek
- APPA - American Philosophical Practitioners Association
- ASPCP - American Society for Philosophy Counseling and Psychotherapy
- The Opening Mind Academy
- The Lyceum Project Archiválva 2016. június 24-i dátummal a Wayback Machine-ben
- International Society for Philosophical Enquiry
- Society for Philosophical Enquiry

Magyar szervezetek:
- Magyar Filoterápia Alapítvány

## Folyóiratok
- The British Journal of Philosophical Practice Archiválva 2012. december 23-i dátummal a Wayback Machine-ben
- International Journal of Philosophical Practice
- TPM: The Philosophers’ Magazine

## Fordítás
- Ez a szócikk részben vagy egészben  a   Philosophical counseling című angol Wikipédia-szócikk ezen változatának fordításán alapul.  Az eredeti cikk szerkesztőit annak laptörténete sorolja fel. Ez a jelzés csupán a megfogalmazás eredetét és a szerzői jogokat jelzi, nem szolgál a cikkben szereplő információk forrásmegjelöléseként.